# Sergio (prénom)
Pour les articles homonymes, voir Sergio.
Sergio est un prénom masculin d’origine étrusco-latine. 

## Variantes dans d'autres langues
| Langue     | équivalence                              |
| ---------- | ---------------------------------------- |
| Arménien   | Սերխիո (Serkhio)                         |
| Biélorusse | Siarhei, Siarhiej (Сяргей), Sierž (Серж) |
| Français   | Serge                                    |
| Grec       | /Sérguios/ Σεργιος                       |
| Hébreu     | סרג'יו (Serjiote)                        |
| Hongrois   | /Tserguéi/ Szergej                       |
| Italien    | Sergio /Séryio/                          |
| Anglais    | Sergius, Serge                           |
| Japonais   | /Seruhio/ セルヒオ                       |
| Polonais   | Sergiusz                                 |
| Portugais  | Sérgio - Serginho                        |
| Russe      | Serguéi (Сергей)                         |
| Serbe      | Sergije (Сергије), Srdjan (Срђан)        |
| Ukrainien  | Sergiy, Serhiy or Serhii (Сергiй)        |
| Roumain    | Sergiu                                   |

## Personnalités portant ce prénom
- Pour l'ensemble des articles sur les personnes portant ce prénom, consulter :
  - la liste des articles dont le titre commence par ce prénom
  - les listes produites par Wikidata : Liste des personnes de prénom « Sergio » — même liste en incluant les éventuels prénoms composés qui contiennent « Sergio ».